# Primitieve baptisten
Primitieve baptisten zijn een conservatieve, deels ook calvinistische, stroming in de Verenigde Staten van Amerika. Zij zijn voortgekomen uit godsdienstige geschillen onder de baptisten in het begin van de 19e eeuw over zendingen en evangelisaties. Het bijvoeglijk naamwoord "primitief" in de naam betekent "oorspronkelijk".

## Geschiedenis
Het geschil ging over de vraag of kerken of hun leden deel zouden moeten nemen aan zendingsmissies, bijbeltraktaatgenootschappen en drankbestrijdingsgenootschappen. Uiteindelijk leidde dat ertoe dat de Primitieve Baptisten zich gingen afscheiden van andere algemene baptistische groeperingen die dergelijke organisaties wel steunden, en dat zij een verklaring aflegden waarin zij zich verzetten tegen dergelijke organisaties in artikelen als de Kehukee Association Declaration uit 1827. De Kehukee Primitive Baptistenkerk bracht een verklaring uit dat zij deze formeel buiten de kerk zullen gaan afwijzen. De verklaring stelde voor dat: 

Na onderzoek bleek dat de meeste lid-kerken hun mening hadden gegeven. En na een uitwisseling van sentimenten door de leden van deze kerkgenootschappen, ging men er mee akkoord te stoppen met alle zendingsorganisaties - en Bijbelgenootschappen alsmede Theologische Seminaries. Tevens dat de praktijk voor het ondersteunen van hen, in het los bedelen van geld van het publiek, losgelaten worden. Als er onder onze gelovigen personen zijn die optreden als vertegenwoordigers van de genoemde instituties zullen wij hen ontmoedigen in hun werk. En mochten zij Dienaars van het Evangelie zijn, dan zullen wij hen niet meer uitnodigen op het preekgestoelte. Wij zijn van mening dat genoemde instituties uitgevonden zijn door mensen en niet gewettigd zijn door het Woord van God. Wij zijn er verder unaniem mee akkoord dat in het geval een lid van onze kerken zich aansluit bij de Vrijmetselarij, of, als lid, doorgaat met het bezoeken van hun loges en parades, wij hen niet meer uitnodigen om te preken van ons preekgestoelte. Wij zijn van mening dat zij schuldig zijn aan zulke praktijken en verklaren dat zij en hun praktijken niet meer tot onze gemeenschap behoren.
Primitieve baptistenkerken ontstonden in bergachtige streken van het Zuiden van de Verenigde Staten, waar ze de meeste leden hebben.
Afro-Amerikaanse primitieve baptisten worden beschouwd als een unieke categorie van de primitieve baptisten. Ongeveer 50.000 Afro-Amerikanen zijn vanaf 2005 aangesloten bij de Afro-Amerikaanse, Primitieve Baptistenkerken. Ongeveer 64.000 mensen waren (per 1995) aangesloten bij de Primitief Baptisten.
Sinds hun ontstaan in de 19e eeuw is de invloed van de primitieve baptisten afgenomen naarmate "Missionaire Baptisten de hoofdstroom werden".

## Theologische opvattingen
Primitieve baptisten verwerpen sommige elementen van het calvinisme, zoals de kinderdoop, zij vermijden dan ook de term "calvinistisch". Ze zijn nog steeds calvinistisch in de zin dat ze sterk vasthouden aan de Vijf Punten van het calvinisme en ze verwerpen expliciet het arminianisme. Ze worden ook gekenmerkt door "hun intens conservatisme". Eén tak, de Primitieve Baptisten Universalisten kerk van centraal Appalachia, ontwikkelde hun eigen unieke drie-eenheid universalisme theologie als een uitbreiding van de onweerstaanbare genade leer van de calvinistische theologie. Zij werden in deze richting aangemoedigd door 19e-eeuwse rondtrekkende christelijk universalistische predikers met een vergelijkbare theologische inslag als Hosea Ballou en John Murray.

## Afzonderlijke praktijken

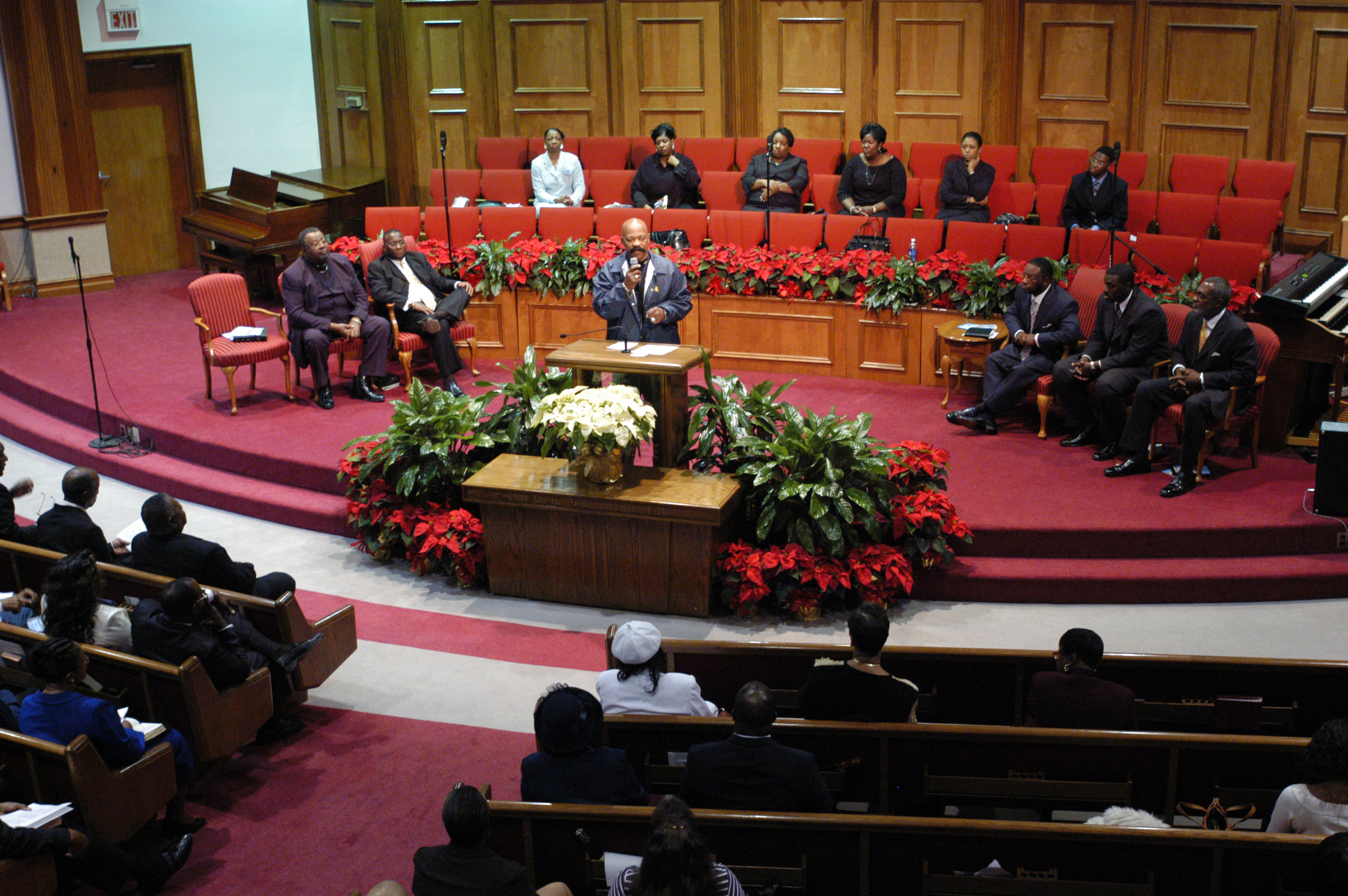
Deze Afro-Amerikaanse, primitieve baptistenkerk in Florida, is een uitzondering op de gebruikelijke praktijk om muziekinstrumenten niet te gebruiken: een piano en orgel zijn zichtbaar.

### A capella zang
Primitieve baptisten bespelen over het algemeen geen muziekinstrumenten als onderdeel van hun erediensten. Zij geloven dat alle kerkmuziek a capella moet zijn, omdat er geen nieuwtestamentische gebod is om instrumenten te bespelen maar alleen om te zingen. Verder verbinden zij muziekinstrumenten in het Oude Testament met "vele vormen en gebruiken, vele typen en schaduwen, vele priesters met priesterlijke gewaden, vele offers, feesten, tienden" die in hun ogen zijn afgeschaft; "als ze nodig waren geweest in de kerk zou Christus ze wel hebben geleerd".
Afro-Amerikaanse primitieve baptisten bespelen echter wel muziekinstrumenten in de eredienst.

### Familie-brede eredienst
Primitieve baptisten verwerpen het idee van een zondagsschool, dat zien zij als on-Bijbels en een inmenging in het recht van ouders om hun kinderen godsdienstig onderwijs te geven. In plaats daarvan zitten de kinderen bij hun ouders en nemen ze net als de rest van de gemeente deel aan de kerkdienst.

### Informele opleiding van predikanten
Primitieve baptisten zijn van mening dat theologische scholen en universiteiten "geen rechtvaardiging of instelling hebben vanuit het Nieuwe Testament, noch in leer van Christus en de apostelen".

### Voetwassing
De meeste primitieve baptisten verrichten voetwassing als een symbool van nederigheid en dienstbaarheid onder de leden. De mannen en vrouwen worden gescheiden tijdens het ritueel waarbij de ene persoon de voeten van de andere wast. De praktijk wordt toegeschreven aan het vergroten van de gelijkheid binnen de primitieve baptistenkerken, in tegenstelling tot een hiërarchie.